# Claude Aubriet
Claude Aubriet (1651 Châlons-en-Champagne - 3 de diciembre de  1742, París) fue un artista pintor e ilustrador francés, botánico, briólogo que nació en Chalons-sur-Marne.
Aubriet fue un botánico y artista que trabajó en el Jardin du Roi de París. Su trabajo atrajo la atención del botánico Joseph P. de Tournefort (1656-1708), que encargó a Aubriet como ilustrador de Elements de Botanique de Tournefort de 1694. Desde 1700 a 1702 acompañó a Tournefort en una expedición a Oriente Medio, donde realiza dibujos botánicos de la flora de la región. Posteriormente, Aubriet siguió trabajando con otros botánicos en el Jardin du Roi.
En 1707 sustituyó a Jean Joubert (1643-1707) como pintor botánico real después de la muerte de Joubert en 1707. Aubriet se retiró de este trabajo en 1735, y fue reemplazado por uno de sus estudiantes, Françoise Basseporte (1701-1780).

## Algunas publicaciones
- Recueil de plantes, fleurs, fruits, oiseaux, insectes et coquillages, etc peint en miniature sur vélin par Claude Aubriet. Cuatro vols. de gran formato
- Papillons plantes et fleurs
- Plantes peintes à la gouache
- Recueil d'oiseaux.

En algunas obras se asoció con Madeleine Françoise Basseporte.
- 24 miniatures emblématiques, pintadas en ocasión de la alianza de Francia y Suiza
- ilustrador de la obra de Sébastien Vaillant Botanicon Parisiense en 1727

## Honores

### Epónimos
El género de plantas Aubrieta Adans. 1763  lleva su nombre en su honor.
- La abreviatura «Aubriet» se emplea para indicar a Claude Aubriet como autoridad en la descripción y clasificación científica de los vegetales.[2]